# Alcazaba de Liria
Los restos de la alcazaba de Liria están catalogados como Bien de interés cultural, aunque no están anotados ministerialmente, por lo que el número de identificación del bien es el código: 46.11.147-024. Se encuentra en el casco urbano de Liria, en la comarca del Campo del Turia, en la provincia de Valencia.

## Descripción histórico-artística
Se puede decir que en Liria, siguiendo los esquemas de las ciudades islámicas de la época, se levantaron dos partes claramente diferenciadas, por un lado la alcazaba y por otro la medina.
Como la alcazaba tenía una finalidad defensiva, su ubicación debía ser estratégica, razón por la cual, en Liria, acabó ubicándose en la parte alta de la ciudad, en el cerro de la "Vila Vella", en la plaza del Trinquet. Esta alcazaba debía contar con su propia muralla, que al tiempo se puede suponer conectaría con la muralla que cercaba la medina.
En la actualidad en sus restos se ha edificado el Museo Arqueológico de Liria (MALL). Este nuevo edificio se articula en función de los restos de época medieval conservados en la plaza, de forma que su estructura se adapta, integra y recupera todos los elementos de la antigua alcazaba, los cuales conserva en sus basamentos; al tiempo que respeta en su configuración y en sus trazas el esquema característico de las construcciones medievales, pese a lo cual no deja de adaptarlas a su nuevo uso.